# Woestijnkangoeroerat
De woestijnkangoeroerat (Caloprymnus campestris) is een uitgestorven buideldier van de familie van kangoeroeratten (Potoroidae). De Aboriginals noemden dit dier oolacunta. Dit dier werd in 1841 voor het eerst door Europeanen waargenomen en werd niet gezien als zeldzaam in die tijd. Toch is het dier daarna negentig jaar niet meer gezien. In 1935 werd dit buideldier voor het allerlaatst waargenomen. De waarneming werd gemeld door Hedley Herber Finlayson, honorair curator van de afdeling zoogdieren van het South Australian Museum. Hoewel de woestijnkangoeroerat algemeen als uitgestorven wordt beschouwd, hopen veel mensen dat het toch nog ergens in het uitgestrekte binnenland van Australië heeft kunnen overleven.

## Beschrijving
De woestijnkangoeroerat was van alle soorten kangoeroeratten het meest vergelijkbaar met de echte kangoeroe. Deze dieren hebben een duidelijk verschil tussen de voor- en achterpoten. De voorpoten zijn klein en de botten wegen maar een gram, terwijl de achterpoten erg groot zijn en botten bevat die twaalf gram wegen. Woestijnkangoeroeratten zijn ongeveer zo groot als konijnen. De kleur van de woestijnkangoeroerat is bleek geel met oker aan de top, terwijl de buik lichter gekleurd zijn. Hierdoor is dit dier goed gecamoufleerd in het woestijnlandschap met kleigronden. De snuit is kort met grote bovenlippen. De oren zijn erg lang en bedekt met haren. De staart is met 297-399 millimeter lang te noemen. De vierde teen van de achterpoot is het langst en erg sterk. De buidel zit aan de voorkant en bevat vier tepels.

## Verspreiding
De woestijnkangoeroerat leefde waarschijnlijk in een relatief klein gebied in de Australische staat Zuid-Australië dat uitstrekte tot net over de grenzen van Queensland en Noordelijk Territorium. Dit buideldier is niet meer waargenomen sinds 1935, toen het gezien werd in de Lake Eyre regio van het noorden van Zuid-Australië. Wel zijn er blijkbaar recente overblijfselen van de woestijnkangoeroerat gevonden in grotten van zuidoostelijk West-Australië. Sinds 1994 staat de woestijnkangoeroerat als uitgestorven op de Rode Lijst van de IUCN van bedreigde soorten.

## Habitat
Het dier leefde in de droge woestijnregio van Australië met harde kleiondergronden, zand heuvelruggen en rotsvlakten. De bedekking is schaars en bestaat uit melde en Eremophila maculata (Emu Bush).

## Gedrag
Woestijnkangoeroeratten leefden alleen, op moeders met jongen na. In ondiepe inzinkingen in de grond maakten deze dieren een nest. Het nest was van binnen bedekt met gras en twijgen. In deze simpele nesten schuilden ze overdag voor de brandende zon. Woestijnkangoeroeratten werden soms waargenomen terwijl ze voorzichtig de omgeving observeerden vanuit de bovenkant van het nest. Deze dieren hadden een aparte manier van springen. Ze sprongen alleen met de achterpoten, maar anders dan bij andere soorten landden woestijnkangoeroeratten met hun rechterpoot voor de linkerpoot. De houding was vooruit en de staart was uitgestrekt terwijl het dier vooruit bewoog op hoge snelheid. Een hoge snelheid hielden ze wel twintig kilometer vol. Bij lage snelheden bewogen ze zoals een konijn.

## Voedsel
Woestijnkangoeroeratten waren voornamelijk planteneters, maar ze aten ook insecten zoals kevers en korenwormen. 's Nachts aten deze dieren van het gebladerte en stengels van planten. Evenals sommige andere woestijndieren konden woestijnkangoeroeratten zonder oppervlaktewater, door het eten van groene planten.